# الخلايا التائية المنظمة
الخلايا التائية المنظمة (بالإنجليزية Regulatory T cell، واختصارًا Tregs)، المعروفة سابقًا باسم الخلايا التائية الكابحة، مجموعة فرعية من الخلايا التائية التي تعدل استجابة الجهاز المناعي وتحافظ على التحمل المناعي للمستضدات الذاتية وتمنع حدوث أمراض المناعة الذاتية.
تمثل الخلايا التائية المنظمة مثبطات مناعية تكبح إنتاج الخلايا التائية المستجيبة وتنقص تكاثرها. تعبر الخلايا التائية المنظمة عن الواسمات الحيوية «سي دي 4» و «إف أو إكس بّي 3» و«سي دي 25»، ومن المعتقد أنها تنشأ من ذات السلسلة الخلوية للخلايا الساذجة إيجابية سي دي 4. من الصعب تمييز الخلايا التائية المنظمة عن المستجيبة إيجابية سي دي 4 لأن المستجيبة تعبر أيضًا عن مستقبلات سي دي 4 وسي دي 25، وهذا يجعل دراستها مهمةً شديدة الصعوبة. وجدت الأبحاث أن السيتوكين عامل النمو المحول بيتا للخلايا التائية المنظمة ضروري لتمييزها عن الخلايا التائية الساذجة إيجابية سي دي 4 ومهم للمحافظة على استتبابها.
اقترحت الدراسات على النماذج الحية من الفئران أن تعديل الخلايا التائية المنظمة يمكن أن يعالج أمراض المناعة الذاتية والسرطان ويسهل نقل الأعضاء وشفاء الجروح. يحمل هذا تداعيات معقدة على السرطانات، إذ تميل الخلايا التائية المنظمة لزيادة عدد المستقبلات على سطحها عند الأشخاص المصابين بالسرطان، ويزداد عددها في مواقع العديد من الأورام. تشير الدراسات التي أجريت على البشر والنماذج الحيوانية الحية إلى أن الإنذار يسوء عند وجود أعداد كبيرة من الخلايا التائية المنظمة في البيئة الورمية المجهرية، ويعتقد أن الخلايا التائية المنظمة تثبط المناعة الورمية، وهذا يعيق قدرة الجسم الطبيعية على التحكم في نمو الخلايا الورمية. تدرس الأبحاث الحالية في المعالجة المناعية إمكانية استخدام تنظيم الخلايا التائية في علاج السرطان.

## الفئات الخلوية
تشكل الخلايا التائية المنظمة إحدى مكونات جهاز المناعة التي تثبط استجابة باقي الخلايا المناعية. تؤدي هذه الخلايا دورًا مهمًا في «الفحص الذاتي» ضمن الجهاز المناعي لمنع الارتكاس المفرط، وتظهر بأشكال عديدة أبرزها تلك التي تعبر عن سي دي 4 و سي دي 25 وإف أو إكس بّي 3 (خلايا تائية منظمة إيجابية مستقبلات سي دي 4 وسي دي 25). تختلف هذه الخلايا المنظمة عن الخلايا التائية المساعدة. تمثل الخلايا التائية المنظمة 17 مجموعةً فرعيةً أخرى من التائيات المنظمة. تشترك الخلايا التائية المنظمة في إيقاف الاستجابة المناعية بعد إزالة العضويات الغازية بنجاح، وتمنع الاستجابة المناعية الذاتية أيضًا.
سميت الخلايا التائية المنظمة التي تعبر بقوة عن مستقبلات سي دي 4 وإف أو إكس بي 3 وسي دي 25 بالخلايا التائية المنظمة «طبيعية النشوء» للتفريق بينها وبين فئة الخلايا التائية الكابحة التي تنتج في المختبر. تتضمن الفئات الأخرى من الخلايا التائية المنظمة «تي آر 1» و«تي إتش 3» والخلايا إيجابية سي دي 8 سلبية سي دي 28 والخلايا التائية محصورة مستقبلات كيو إيه 1. ما تزال مساهمة هذه الفئات في التحمل الذاتي والتوازن المناعي مبهمةً نوعًا ما. يمكن اعتبار مستقبلات «إف أو إكس بّي 3» واسمًا جيدًا للخلايا التائية إيجابية مستقبلات سي دي 4 و سي دي 25 في الفئران. أظهرت الدراسات الحديثة دليلًا على تعبير الخلايا التائية إيجابية المستقبلات سي دي 4 و سي دي 25 عن «إف أو إكس بّي 3». تعبر الخلايا التائية التقليدية المفعلة حديثًا عند البشر عن المستقبل «إف أو إكس بّي 3» لكن هذا لا يدل على الخلايا التائية المنظمة البشرية على وجه التحديد.